# Giovanni da Toledo
Giovanni da Toledo, o John de Tollet (... – 13 luglio 1275), è stato un cardinale inglese.

## Biografia
Studiò medicina a Toledo e divenne monaco nell'Ordine cistercense. Astrologo, negromante e medico, diventò archiatra di papa Innocenzo IV (1243-1254) che lo creò cardinale prete nel 1244,con titolo di San Lorenzo in Lucina; cardinale protopresbitero nel 1254, nel 1262 divenne cardinale vescovo con titolo di Porto e Santa Rufina, e decano del Collegio dei cardinali nel gennaio 1273. Vestiva abitualmente un saio bianco, per cui era chiamato Cardinalis albus (Il cardinale bianco). Visse a Roma per circa 60 anni.
Scrisse un'opera di grande diffusione per quell'epoca, il Liber de conservanda sanitate un testo medico di preservazione della salute personale secondo il genere letterario di trattatistica medica occidentale medioevale detto Regimen Sanitatis.
Come cardinale partecipò al conclave tenutosi a Viterbo dopo la morte di papa Clemente IV; durato quasi tre anni, e conclusosi con la nomina di papa Gregorio X, dopo che gli abitanti ebbero chiuso i cardinali entro il Palazzo dei Papi murandone le porte, razionando i viveri ed infine iniziando a smantellarne il tetto, seguendo il suggerimento dato ironicamente dallo stesso Giovanni da Toledo: «Discopriamo, signori, questo tetto; dacché lo Spirito Santo non riesce a penetrare per cosiffatte coperture». È pure famosa la sua battuta di consigliare ai colleghi cardinali di scegliere il nuovo papa "giocando ai dadi".

## Successione apostolica
La successione apostolica è:
- Vescovo Niccolò di Città di Castello, O. Praem. (1265)
- Vescovo Filippo di Massa (1268)
- Vescovo Davide Bandini, O.Cist. (1272)
- Vescovo Giovanni II di Negroponte, O.P. (1272)
- Vescovo Friedrich II von Walchen (1273)